# 普洛巴纳莱克-莱斯科尼勒
普洛巴纳莱克-莱斯科尼勒（法語：Plobannalec-Lesconil，法語發音：[plɔbanalɛk lɛskɔnil]）是法国菲尼斯泰尔省的一个市镇，位于该省南部，属于坎佩尔区。该市镇由普洛巴纳莱克（Plobannalec）和莱斯科尼勒（Lesconil）两地组成。

## 地理
普洛巴纳莱克-莱斯科尼勒（47°49'24"N, 4°13'47"W）面积18.17 平方千米，位于法国布列塔尼大區菲尼斯泰尔省，该省份为法国最西部的省份，位于布列塔尼半岛西部，北西南三面环大西洋，东临阿摩尔滨海省和莫尔比昂省。

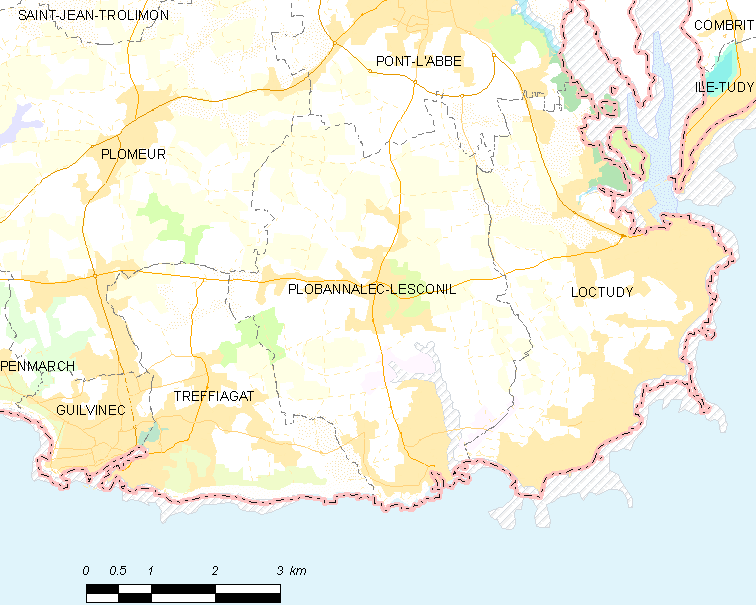
普洛巴纳莱克-莱斯科尼勒的OSM定位图

与普洛巴纳莱克-莱斯科尼勒接壤的市镇（或旧市镇、城区）包括：洛克蒂迪、普洛默尔、蓬拉贝、特雷菲亚加特。
普洛巴纳莱克-莱斯科尼勒的时区为UTC+01:00、UTC+02:00（夏令时）。

## 行政
普洛巴纳莱克-莱斯科尼勒的邮政编码为29740，INSEE市镇编码为29165。

## 政治
普洛巴纳莱克-莱斯科尼勒所属的省级选区为蓬拉贝县。

## 人口
普洛巴纳莱克-莱斯科尼勒于2022年1月1日时的人口数量为3694人。

1962-2008年间普洛巴纳莱克-莱斯科尼勒人口变化图示